# バンダーサック

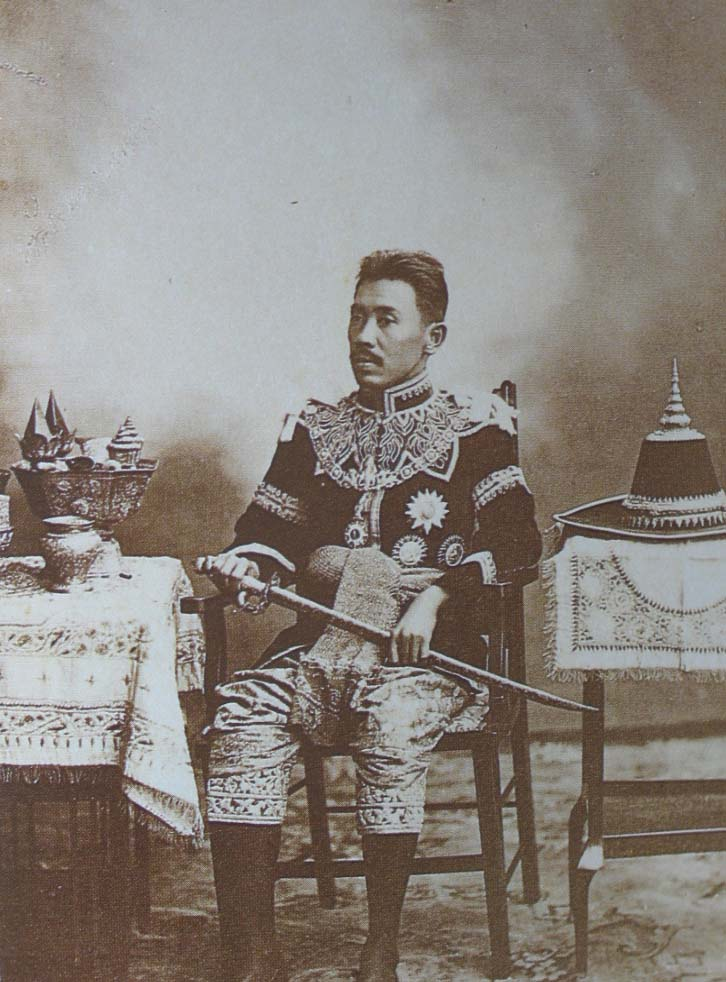
ラーマ5世の農業大臣ポルテープ侯爵

バンダーサック（タイ語: บรรดาศักดิ์ タイ語発音: [bān.dāː.sàk]）とは、タイで絶対君主制の時代にあった爵位のこと。これをもらった者を「クンナーン(貴族)」と言う。おもしろいものに、小姓局の爵位、後宮女官の爵位などがある。この官位をもらうと同時に、「ラーチャティンナナーム (名跡)」という欽錫名が与えられ、本名は用いない。長年タイの行政の要であったが、タイ立憲革命時には廃止された。タイの貴族の特異性は、地位が世襲ではなく個人に与えられることである。
| タイ語             | タイ語                   | 階級 |
| ------------------ | ------------------------ | ---- |
| นาย                | ナーイ                   | –    |
| พัน                 | パン                     | –    |
| หมื่น                | ムーン                   | –    |
| ขุน                 | クン                     | 騎士 |
| หลวง               | ルワン                   | 男爵 |
| พระ                | プラ                     | 子爵 |
| พระยา              | プラヤー                 | 伯爵 |
| พระยา (ประเทศราช)  | プラヤー (自治領主)      | 侯爵 |
| เจ้าพระยา (หิรัณยบัฏ)  | チャオプラヤー (銀級)    | 侯爵 |
| เจ้าพระยา (สุพรรณบัฏ) | チャオプラヤー (金級)    | 公爵 |
| สมเด็จเจ้าพระยา      | ソムデットチャオプラヤー | 大公 |

1932年の立憲革命以降、爵位の授与や昇進は行われなくなったが、既に爵位を有していた者には従来の爵位の使用が認められた。爵位は1942年5月15日に廃止され、その時点で爵位を有していた者は、自身の名跡を新たな姓として用いるようになった。例えば、陸軍元帥ピブーンソンクラーム男爵は、「プレーク・ピブーンソンクラーム」と改名した。